# Jag hamrar och spikar
Jag hamrar och spikar är en barnsång i C-dur, tretakt: fjärdedelsupptakt på tonen g (jag) e-c-g (hamrar och ) e-c-g (spikar jag) a-a-a (bygger en) g -g (biiil, jag) och så vidare. 
Sången är även filmmusik i Gangsterfilmen från 1974, med Lennart Hellsing angiven som textförfattare.
Melodin tycks påminna om julsången Away in a Manger.

## Publikation
- Lek med toner, 1971 (angiven som "Melodi från Tyskland")
- Barnvisor och sånglekar till enkelt komp, 1984

## Inspelningar
En tidig inspelning gjordes i arrangemang av Plinque plonque musique, och gavs ut på albumet Traditionella och populära barnvisor 1990. En inspelning på persiska av Simin Habibi, som "Masin-i cubi", gavs ut 1991 på albumet Tarana-ha-yi kudakan.

### Fotnoter
1. ↑  ”Jag hamrar och spikar”. Svensk filmdatabas. 25 februari 1974. http://www.svenskfilmdatabas.se/sv/item/?type=music&itemid=539855. Läst 29 november 2011.
2. ↑  ”Traditionella och populära barnvisor”. Svensk mediedatabas. http://smdb.kb.se/catalog/id/001483042. Läst 18 maj 2011.
3. ↑  ”Tarana-ha-yi kudakan”. Svensk mediedatabas. http://smdb.kb.se/catalog/id/001484469. Läst 18 maj 2011.